# Virslīga 1931
L'edizione 1931 del Virslīga fu l'11ª del massimo campionato lettone di calcio; fu vinta dal RFK Riga, giunto al suo quinto titolo.

## Formula
Il campionato era disputato da otto squadre che si incontrarono in turni di andata e ritorno, per un totale di 14 incontri per squadra; erano previsti due punti per la vittoria, uno per il pareggio e zero per la sconfitta.

## Classifica finale
|                     | Pos. | Squadra              | Pt | G  | V  | N | P  | GF | GS | DR  |
| ------------------- | ---- | -------------------- | -- | -- | -- | - | -- | -- | -- | --- |
| Lettonia (bandiera) | 1.   | RFK Riga             | 21 | 14 | 10 | 1 | 3  | 44 | 19 | +25 |
|                     | 2.   | Olimpija Liepāja     | 20 | 14 | 9  | 2 | 3  | 38 | 14 | +24 |
|                     | 3.   | Union Rīga           | 15 | 14 | 6  | 3 | 5  | 30 | 30 | +0  |
|                     | 4.   | Rīga Vanderer        | 15 | 14 | 6  | 3 | 5  | 22 | 25 | -3  |
|                     | 5.   | LSB Riga             | 14 | 14 | 5  | 4 | 5  | 19 | 22 | -3  |
|                     | 6.   | Amatieris Rīga       | 13 | 14 | 4  | 5 | 5  | 11 | 19 | -8  |
|                     | 7.   | ASK Rīga             | 11 | 14 | 5  | 1 | 8  | 33 | 38 | -5  |
|                     | 8.   | Cēsu Sporta biedrība | 3  | 14 | 1  | 1 | 12 | 15 | 45 | -30 |